# Antonio Riviello Bazán
Antonio Riviello Bazán (Ciudad de México, 21 de noviembre de 1926-Ciudad de México, 20 de marzo de 2017) fue un militar mexicano. Ejerció como secretario de la Defensa Nacional de México del 1 de diciembre de 1988 al 30 de noviembre de 1994, durante el gobierno de Carlos Salinas de Gortari.

## Biografía
Egresado del Heroico Colegio Militar como subteniente de infantería, realizó el curso de Mando y Estado Mayor General, y adquirió el carácter de Diplomado de Estado Mayor en enero de 1953. 
General de División a lo largo de su carrera, ocupó diversos cargos, entre los que destacan los siguientes: subdirector del Heroico Colegio Militar, comandante de la 21/a. y la 25/a. zonas militares, inspector general del Ejército y Fuerza Aérea Mexicanos, agregado militar y aéreo en la Embajada de México en España y comandante del I Cuerpo de Ejército del Centro.
Falleció en la Ciudad de México el 20 de marzo de 2017.